# Antoni Mus
Antoni Mus i López (Felanich, 1925 - Manacor, 1982) fue un escritor y empresario teatral de Baleares, España. 
Se inició en el mundo del teatro, en concreto, del denominado teatro regional, más como empresario y director que como autor. Años después se pasó al campo de la narrativa, que le sirvió para obtener algunos éxitos y críticas, al ser considerado regionalista o populista. Ganó dos importantes premios: uno, el Víctor Catalá (Mercè Rodoreda), por Vida i miracles de n'Aineta dels matalassos, que se convertiría en una pieza teatral muchos años más tarde; y el otro, el Premio Sant Jordi, por La senyora, una crónica de la degeneración a partir de la cual se rodaría una película de éxito (dirigida por Jordi Cadena y protagonizada por Silvia Tortosa).

## Obras

### Teatro
- Jo me vull casar
- Mal bocí
- Vaja un cop
- Un dia a qualsevol hora

### Narrativa
- 1967 La lloriguera
- 1974 Diàfora
- 1975 Les denúncies
- 1976 Vida i miracles de n'Aineta dels matalassos
- 1978 Bubotes
- 1979 La Senyora

## Premios literarios
- 1976 Premio Mercè Rodoreda de cuentos y narraciones por Vida i miracles de n'Aineta dels matalassos
- 1979 Premio Sant Jordi de novela por La Senyora